# Carte muette

carte muette de la France

Une carte muette est une carte géographique sans écriture. Elle sert de base à de nombreuses cartes plus élaborées.

## Exemple
Une carte muette de la France pourra servir à :
- la visualisation des régions administratives
- la localisation des départements